# .so
.so is het achtervoegsel dat bestemd is door domeinen van websites uit Somalië. Na een lange periode van afwezigheid is het topleveldomein .so op 1 november 2010 officieel herstart.